# Simplex (wiskunde)
Een simplex of n-simplex is in de wiskunde een {\displaystyle n}-dimensionaal analogon van de driehoek. Preciezer is een simplex het convexe omhulsel van {\displaystyle n+1} onafhankelijke punten in een vectorruimte, dat wil zeggen dat geen {\displaystyle m+2} van de punten in een {\displaystyle m}-dimensionale deelruimte liggen. 
In het bijzonder is 
- een 0-simplex een punt,
- een 1-simplex een lijnstuk,
- een 2-simplex een driehoek en
- een 3-simplex een viervlak,

in alle gevallen met hun inwendige. De naam zou er op zijn gebaseerd dat het de eenvoudigste vorm in een {\displaystyle d}-dimensionale ruimte is.

## Regelmatige simplex
Een simplex heet regelmatig als de afstand tussen twee van de {\displaystyle n+1} punten steeds hetzelfde is. Als deze afstand telkens 1 is, is de inhoud van het regelmatige simplex
{\displaystyle {\frac {\ {\sqrt {n+1\ }}\ }{n!\ {\sqrt {2^{n}\ }}}}}

## Standaard simplex

Standaard 2-simplex in

Een {\displaystyle n}-simplex is een {\displaystyle n}-dimensionaal object. Het kan in de {\displaystyle \mathbb {R} ^{n}} liggen, maar ook in een willekeurige hogerdimensionale ruimte {\displaystyle \mathbb {R} ^{q}} met {\displaystyle q>n}. 
Een meer symmetrische vorm ontstaat als het simplex met de eenheidsvectoren als hoekpunten. Dit simplex wordt het standaard {\displaystyle n}-simplex genoemd en is de deelverzameling {\displaystyle \Delta ^{n}} van {\displaystyle \mathbb {R} ^{n+1}} gegeven door
{\displaystyle \Delta ^{n}=\left\{(t_{0},\cdots ,t_{n})\in \mathbb {R} ^{n+1}\mid \forall i\ :\ \Sigma _{i}{t_{i}}=1{\mbox{ en }}t_{i}\geq 0\right\}}
Het simplex {\displaystyle \Delta ^{n}} ligt in het affiene hypervlak dat ontstaat door de voorwaarde {\displaystyle t_{i}\geq 0} in bovenstaande definitie weg te laten. Het standaard {\displaystyle n}-simplex is een regelmatige polytoop met standaard {\displaystyle (n-1)}-simplexen als zijden.
De hoekpunten van het standaard {\displaystyle n}-simplex zijn de punten
{\displaystyle e_{0}=(1,0,0,\ldots ,0,0)}
{\displaystyle e_{1}=(0,1,0,\ldots ,0,0)}
{\displaystyle \ldots }
{\displaystyle e_{n}=(0,0,0,\ldots ,0,1)}.
Er is een kanonieke afbeelding van de standaard {\displaystyle n}-simplex naar een willekeurige {\displaystyle n}-simplex met hoekpunten {\displaystyle (v_{0},v_{1},\ldots ,v_{n})} gegeven door
{\displaystyle (t_{0},t_{1},\ldots ,t_{n})\mapsto \sum _{i}t_{i}v_{i}}
De coëfficiënten {\displaystyle t_{i}} worden de genormaliseerde barycentrische coördinaten van een punt in de {\displaystyle n}-simplex genoemd.

## Toepassingen
De simplexmethode en de Nelder-Mead-methode werken met een simplex.